# Ultimate X-Men (2024)
Ultimate X-Men è una rivisitazione degli X-Men nell'universo Ultimate, scritta e illustrata da Peach Momoko con adattamento della sceneggiatura di Zack Davisson. Con Corazza come personaggio principale, il fumetto ha pochissimi collegamenti con i classici personaggi e luoghi degli X-Men. Maystorm, un altro personaggio della serie, è stato inizialmente creato come copertina variante per il numero 27 del fumetto X-Men 2021-2024.

## Storia editoriale
Ultimate X-Men di Peach Momoko con Zack Davisson è il terzo fumetto pubblicato nella linea Ultimate Universe, insieme a Ultimate Spider-Man e Ultimate Black Panther. È una rivisitazione degli X-Men in generale e del personaggio di Corazza in particolare. Il fumetto introduce anche Maystorm, un personaggio che Momoko ha progettato per la copertina variante di X-Men n. 27. Quella copertina faceva parte di un progetto più ampio chiamato "New Champions", che ha prodotto copertine che riflettevano spalla inaspettata di altri supereroi, come il recentemente creato Spider-Boy; Maystorm è stato il primo ad essere utilizzato in una storia vera e propria, mentre gli altri sarebbero apparsi nel fumetto di Spider-Woman. Nonostante sia un fumetto degli X-Men, il fumetto ha molto poco in comune con i soliti prodotti del franchise. Momoko ha spiegato "Il mio Ultimate X-Men non è direttamente influenzato dalle classiche storie degli X-Men. Mi piace credere che [il caporedattore] CB [Beluski] e Jonathan Hickman mi abbiano scelto perché volevano qualcosa di completamente nuovo e diverso, quindi penso che a volte nessuna influenza sia una buona cosa". Nel secondo volume, la serie si rivela ambientata nella stessa continuità dell'antologia Demon Days del 2021 di Momoko , il "Momoko-verse", con Kanon Sainouchi come discendente di Sai . 
Il fumetto Ultimate Wolverine è stato pubblicato nel 2025. Sebbene presenti Wolverine, Nightcrawler, Mystica, Colosso e Magik, personaggi di spicco del franchise degli X-Men, il fumetto non è in gran parte correlato a Ultimate X-Men.

## Trama
Paure e odio
Hisako Ichiki frequenta la scuola media Kirigaya Minami nella città di Kirisaki. Può manifestare un esoscheletro psionico, un potere che si risveglia in circostanze traumatiche riguardanti Shinobu Kageyama e la sua forma di Re delle Ombre. Anche altri studenti, come Mei Igarashi e Nico Minoru, hanno poteri. Mei ha poteri basati sul meteo ed è una fan di Tempesta. Nico ha abilità basate sulla magia. Scoprono di essere mutanti e che esiste una setta di mutanti chiamata Figli dell'Atomo guidata da Maester che li insegue. La loro attività cattura anche l'attenzione di Kanon Sainouchi e del fratello poliziotto Tatsuya quando viene trovata una valigetta con resti umani e Tatsuya deve firmare un accordo di non divulgazione dalla tirapiedi dell'Imperatore Sole Ardente, Viper. Mentre Natsu Tsukishima manifesta un raggio oculare dal suo occhio destro mentre protegge Mori, Corazza incontra Chimone dal canale 8-Chome. Maester dice ai Figli dell'Atomo che è tempo di uscire dall'ombra mentre Noriko Ashida trasmette in streaming in segreto l'evento. Quando uno dei seguaci chiede se il mondo sta per finire, Maester risponde "Sì".
I figli dell'atomo
Mentre vengono rese note le notizie sul video trapelato, Maester cerca di parlare con Viper della situazione. Shinobu incontra Akihiro, che afferma di essere il primo homo superior e di aver donato il suo sangue ai Figli dell'Atomo. Mei ha il suo incontro con Noriko dove hanno combattuto tra loro e per le azioni dei Figli dell'Atomo. Ferisce accidentalmente Noriko che rifiuta l'offerta di Mei di chiamare un'ambulanza perché "verrebbero a cercarla" se lo sapessero e di chiamare sua madre al suo posto. Scoppiano proteste per i mutanti nelle strade mentre Maester dice ai Children of the Atom che mostreranno alla gente chi è superiore. Alcuni dei Children of the Atom attaccano i reporter persistenti. La forma Re delle Ombre di Tsubasa attacca alcune persone che fanno pressione su Hisako affinché dia loro informazioni, facendo sì che Hisako riveli le sue abilità a sua madre. Natsu Tsukishima uccide accidentalmente sua madre con il suo raggio ottico dell'occhio sinistro. I reporter provano a intervistare i mutanti che non hanno alcun collegamento con i Figli dell'Atomo. Hisako visita Nico dove Mori le mostra le informazioni riguardanti i mutanti. Qualcuno più tardi irrompe nell'ufficio abbandonato dei Children of the Atom e rivendica una maschera. Nico Minoru e Mori più tardi si intrufolano nella stanza di Natsu e trovano quello che sembra essere un foro di proiettile in una delle porte. Dopo una chiacchierata con Mei dove ha menzionato di aver incontrato alcuni membri dei Figli dell'Atomo, Hisako visita il tempio dietro la scuola media Kirigawa Minami dove incontra Kanon Sainouchi che afferma di essere la discendente di Sai. Entrambi finiscono per scatenare le loro abilità durante questo confronto quando Kanon riesce a rompere brevemente la sua forma "corazzata". Mei Igarashi incontra alcuni membri dei Figli dell'Atomo mentre indossa una maschera e prende il nome di Maystorm mentre appare la forma Re delle Ombre di Shinobu Kageyama e inizia a schernirli mentre si presentano alcune misteriose persone oscurate. Maystorm afferma di essere qui per salvare i Figli dell'Atomo mentre qualcuno filma segretamente questo incontro.

## Personaggi
- Hisako Ichiki
- Mei Igarashi
- Nico Minoru
- Natsu Tsukishima
- Mori
- Kanon Sainouchi
- Shinobu Kageyama
- Noriko Ishida
- Maester